# Kloosia pusillus
Kloosia pusillus är en tvåvingeart som först beskrevs av Carl von Linné 1767.  Kloosia pusillus ingår i släktet Kloosia och familjen fjädermyggor.
Artens utbredningsområde är Sverige. Inga underarter finns listade i Catalogue of Life.